# لی یونگ جی
لی یونگ جی (کره‌ای: 이영지؛ زادهٔ ۱۰ سپتامبر ۲۰۰۲) رپر اهل کره جنوبی است.

## انسان‌دوستی
در ۱۱ اوت ۲۰۲۲، لی یونگ جی مبلغ ۱۰ میلیون وون از طریق انجمن امدادرسانی پل امید کره برای سیل ۲۰۲۲ کره جنوبی اهدا کرد.

## فیلم‌شناسی

### مجموعه تلویزیونی
| سال  | عنوان         | نقش   | توضیحات               | منابع |
| ---- | ------------- | ----- | --------------------- | ----- |
| ۲۰۲۰ | کارآگاه زامبی | بهیار | حضور افتخاری (قسمت ۲) | [ ۶ ] |